# Culture del testo e del documento
Culture del testo e del documento è  una rivista quadrimestrale sulle discipline del libro nelle biblioteche e negli archivi, fondata nel 1995 da Piero Innocenti (Pelago, 1945), docente di bibliografia e biblioteconomia e, ultimamente, di storia, teoria e tecnica della catalogazione e della classificazione all'Università della Tuscia di Viterbo.
Inizialmente (1995-1999) la rivista fu stampata in coedizione con la Biblioteca Chelliana di Grosseto e con l'università della Tuscia, per poi passare interamente alla casa editrice Vecchiarelli di Manziana.
Del comitato di direzione fanno parte studiosi quali Attilio Mauro Caproni, Giovanni Di Domenico, Roberto Guarasci, Marielisa Rossi, Giovanni Solimine, e Maurizio Vivarelli.
Tra i collaboratori della rivista figurano Paolo Albani, Amedeo Benedetti, Cristina Cavallaro, Paolo Crisostomi, Gianna Del Bono, Gianna Landucci, Patrizia Luperi, Gino Roncaglia, i già citati Caproni, Di Domenico, Guarasci, Innocenti e Solimine.